# Rejon brzuchowicki
Rejon brzuchowicki (ukr. Брюховицький район) – jednostka podziału administracyjnego Ukraińskiej Socjalistycznej Republiki Radzieckiej (rejon) w Związku Socjalistycznych Republik Radzieckich w latach 1946–1957. Należał do obwodu lwowskiego. Siedziba władz rejonu znajdowała się w Brzuchowicach.
Rejon brzuchowicki został utworzony 1 listopada 1946 w związku z przeniesieniem siedziby rejonu lwowskego ze Lwowa do Brzuchowic.
W 1957 roku rejon brzuchowicki zniesiono, włączając jego obszar do rejonów iwano-frankowskiego i kulikowskiego.